# Leiben (zámek)
Zámek Leiben je zámek v městysi Leiben v okrese Melk v rakouské spolkové zemi Dolní Rakousy.

## Historie
Původní hrad postavili kolem roku 1113 rytíři z Leibenu, kteří zde sídlili do roku 1332.
V roce 1617 koupil majetek Hans Christian Geyer z Osterburgu. Za jeho panování získal zámek svůj dnešní vzhled.
V roce 1796 přešel zámek do vlastnictví císařské rodiny. Po zániku rakousko-uherské monarchie byl v roce 1919 majetek předán pod správu Invalidního fondu.
Od roku 1945 byl zámek ve správě Rakouských zemských lesů.
V roce 1989 získal zámek městys. Po provedených opravách je nyní celý objekt využíván pro pravidelné výstavy a slavnosti. Od roku 1991 je v něm umístěno muzeum zemědělské techniky. Je zde vystaven zemědělský traktor z roku 1910 i s příslušenstvím, jakož i četné modely a dokumentace historického vývoje zemědělské techniky.

## Stavba
Zámek je postaven na návrší. Objekt tvoří čtyřpatrová budova nepravidelného půdorysu s věžemi a pětihranný arkádový dvůr s věžními hodinami a s malým atriem. Kulturně významný je kazetový strop ze 17. století v ložnicích a rytířském sále – práce neznámého umělce. Ceněné jsou i mytologické a alegorické výjevy, jakož i obrazy duchovního rázu.